# Codium
Codium es un género de algas perteneciente a la familia Codiaceae. Tiene unas 50 especies distribuidas por todo el mundo. 

## Descripción
El género tiene dos formas de talos, bien erectos o postrados. Las plantas son erectas dicotómicamente ramificadas de hasta 40 cm de largo con ramas que forman una estructura esponjosa compacta, no calcárea. Las ramas finales forman una capa superficial de tejido en empalizada como corteza de utrículos. Las especies con talos postrados o globulares con una superficie aterciopelada, las ramas terminales forman una corteza cerrada de utrículos. Sobre los utrículos se encuentran los gametangios masculinos y femeninos, respectivamente. Éstos liberan los gametos móviles y por anisogamia forman un zigoto diploide, que por mitosis crecerá y formará un nuevo individuo.

## Distribución
Tiene una distribución cosmopolita, encontrándose en China, Japón, en el Pacífico, en América desde Alaska hasta el Cabo de Hornos, en Australia y Nueva Zelanda, islas británicas, bahía de Cádiz, España, Noruega, Dinamarca y los Países Bajos.

## Consumo

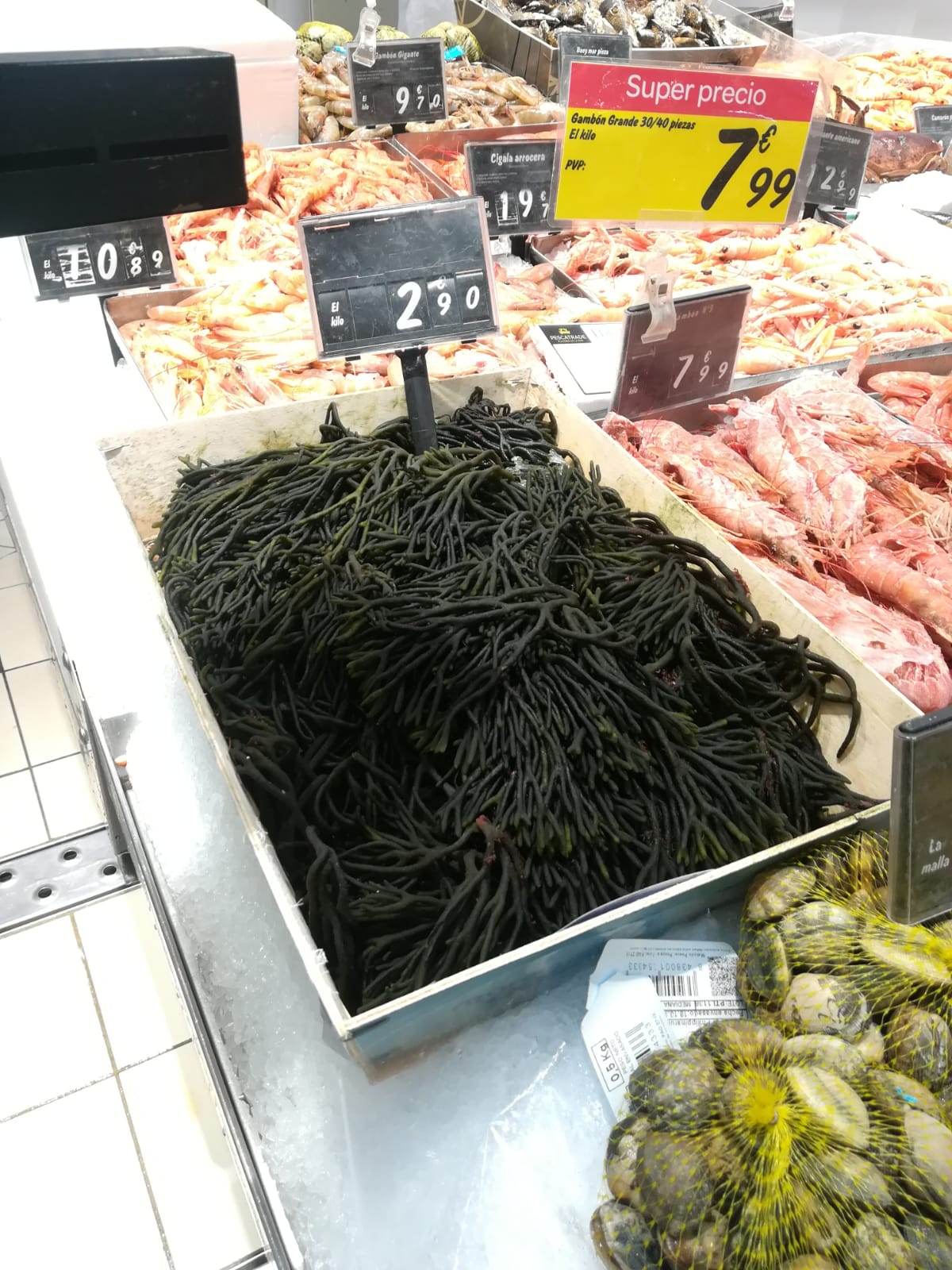
La especie Codium tomentosum expuesta a la venta en una pescadería.

En crudo, con ensaladas, aliños, ensaladillas y salpicones, o acompañando sashimis, tatakis, tartares, ceviches, usuzukuris y makis. Encurtidas aportan gran aroma. Puede usarse como guarnición de sopas o cremas frías. Al igual que el ogonori ofrece cremosidad y fuerte sabor en arroces, paellas, fideúa, risottos y guisos marineros.

## Especies
- Codium adhaerens
- Codium arabicum Kuetz.
- Codium bulbopilum Setch.
- Codium bursa C. Agardh , 1817
- Codium carolinianum
- Codium cuneatum Setch. & Gardn.
- Codium decorticatum (Woodward) Howe
- Codium difforme
- Codium divaricatum Gepp.
- Codium edule
- Codium elongatum
- Codium foveolatum Howe
- Codium fragile (Suringar) Hariot
- Codium geppii Schmidt
- Codium hubbsii Dawson, 1950
- Codium intertextum
- Codium isthmocladum Vickers, 1905
- Codium johnstonei Silva
- Codium mamillosum Harv.
- Codium reediae
- Codium repens P.Crouan et H.Crouan ex Vickers
- Codium ritteri Setchell et Gardner, 1903
- Codium saccatum
- Codium setchellii Gardner, 1919
- Codium simulans
- Codium spongiosum Harv.
- Codium taylori Silva
- Codium tomentosum Stackh.
- Codium vermilara
- Codium archiety y otras más